# Les petites chattes se mettent au vert
Pour plus de détails, voir Fiche technique et Distribution.
Les petites chattes se mettent au vert (titre original : Liebe durch die Hintertür) est un film austro-allemand réalisé par Franz Antel, sorti en 1969.

## Synopsis
Inge Thal travaille comme experte-comptable à Munich. Elle est devenue amie avec quatre filles légères. Un jour, la jolie jeune femme hérite d'une ferme délabrée du Tyrol et décide d'y déménager. Les quatre amies la suivent. Bientôt, les paysans occupés sur le terrain doivent se rendre compte que les citadines sont extrêmement attrayantes, et ceux-ci tentent de pénétrer par la porte de derrière. Monique, Babs, Lynn et Coco ne sont pas opposées au rapprochement, mais elles ne veulent pas payer leurs services d'amour autrement qu'avec de l'argent. Les hommes forts aident Inge et ses amies à faire revivre la ferme délabrée.
Les campagnards tyroliens ne se laissent pas décourager et s'attaquent même au travail sur le terrain, dans la forêt et dans la prairie. Cela ne plait pas aux filles locales, torrides, car les cinq jeunes femmes de la grande ville sont devenues de puissants concurrentes pour les faveurs des paysans. Bientôt la jalousie est au plus haut, lorsque les amis négligés de la ville de Monique, Babs, Lynn et Coco font irruption dans l'idylle du village. Même le maire a les mains dans le pétrin. Au fur et à mesure que les choses s’emballent, une délicate histoire commence à se développer entre Inge et le beau Peter Amrain.

## Fiche technique
- Titre : Les petites chattes se mettent au vert
- Titre original : Liebe durch die Hintertür
- Réalisation : Franz Antel assisté d'Eberhard Schröder
- Scénario : Kurt Nachmann
- Musique : Johannes Fehring, Heinz Gietz
- Direction artistique : Ferry Windberger
- Costumes : Helga Billian
- Photographie : Hanns Matula
- Son : Paul Schöler
- Montage : Arnfried Heyne
- Production : Carl Szokoll
- Sociétés de production : Neue Delta Filmproduktion, Terra-Filmkunst
- Société de distribution : Constantin-Filmverleih
- Pays d'origine :  Allemagne de l'Ouest,  Autriche
- Langue : allemand
- Format : Couleur - 2,35:1 - Mono - 35 mm
- Genre : Comédie érotique
- Durée : 88 minutes
- Dates de sortie :
  - Autriche : 27 septembre 1969.
  - Allemagne de l'Ouest : 24 octobre 1969.
  - Danemark : 6 octobre 1972.
  - France : 27 décembre 1972[1].

## Distribution
- Terry Torday : Inge Thal
- Andrea Rau (de) : Monique
- Uschi Mood : Babs
- Heidy Bohlen : Lynn
- Hansi Linder : Coco
- Ivan Nesbitt : Peter Amrain
- Paul Löwinger : Korbinian Ofenbröck
- Herbert Hisel (de) : Norbert Pomassel
- Elfie Pertramer (de) : Agnes Fux
- Ralf Wolter : Cajetan Fingerlos
- Fritz Muliar : Sixtus Vogel
- Jacques Herlin : Frederic Joerges
- Rudolf Schündler : Wolfram Kent
- Franz Muxeneder : Vitus Fux
- Ernst Waldbrunn : Bartl Lechner
- Liesl Löwinger (de) : Josefa Vogel
- Sissy Löwinger : Wally
- Ingrid Back : Traudl Monk
- Thomas Hörbiger : Thomas Monk
- Erich Padalewski : Hasso von Waltherstein
- Karl Krittl : Le notaire Xaver Hintermoser
- Walter Scheuer (de) : Le compagnon de Wally
- Robert Naegele (de) : Timmons
- Poldi Waraschitz (de) : Kellner
- Elisabeth Karlan : La vieille paysanne

## Source de traduction
- (de) Cet article est partiellement ou en totalité issu de l’article de Wikipédia en allemand intitulé « Liebe durch die Hintertür » (voir la liste des auteurs).